# 宮川一笑
宮川 一笑（みやがわ いっしょう、元禄2年〈1689年〉 - 安永8年12月14日〈1780年1月20日〉）とは、江戸時代の浮世絵師。

## 来歴
宮川長春の門人。本姓は藤原、のちに県（あがた）氏を名乗る。俗称喜平次。一笑のほかに湖辺斎、安道、蘇丸と号す。江戸芝田町二丁目で家主を務めていたという。長春譲りの肉筆美人画を専門とし、宮川派の絵師の中では宮川長亀と並んで双璧とされる。作画期は享保から没年にまで及び、数多くの作を残す。
寛延3年（1750年）、日光東照宮の彩色修理に携わった長春がその報酬を巡って稲荷橋狩野家より暴行を受け、これを遺恨とした長春の子の長助と一笑は、稲荷橋狩野家に夜分に斬り込み、当主狩野春賀をはじめとする三人を殺傷した。これにより宝暦2年（1752年）11月、一笑は伊豆国新島へ流罪となる。このとき64歳であった。新島では、島民のために七福神や仏画を描いて露命をつないだ。また、宮川の画姓を憚って本姓の藤原または県氏を名乗り、安道と蘇丸の号を用いた。島民や流人仲間に絵を教え、「安道」印を継いだ者もいたようだ。そのまま赦免されることなく新島にて没す。享年91。

## 画風
現存する作品はおよそ60点余、その内8割を江戸在住時が占める。紙本が多く、師長春に比べて絵の具の質が劣る。一笑の描く美人画は髪型に時代ごと特徴がよく現れており、当時の流行が反映されている。しかし、面貌表現には作品によって差が大きく、基準作が見出し難い。初期は下膨れの顔に二重まぶたで眉も自然なカーブを伴う優しい雰囲気だが、次第に顔の幅が狭めえられ一重まぶたになって眉の角度が大きくなっていく。次いで、眉が太くなる筆運びが自然になり、紅は厚く髪も黒々と豊かに描かれ、顔と髪の比重に変化が見られる。勢い良く引かれた線は彩色に被るのも厭わず、その大らかな筆致と色彩は、師の長春とは異なった趣を持つ。作品のうち7点の「吉原歳旦の図」が知られており、これらはほぼ同じ図様であるが、同門の長亀の作品から学びながらも家屋や人物配置を変えるなどして一笑独自の形式を作り出している。これら「吉原歳旦の図」の制作時期については、享保の後期頃から元文、寛保頃のあいだと考えられる。

## 作品
| 作品名                   | 技法         | 形状・員数 | 寸法（縦x横cm） | 所有者                           | 年代                                  | 落款                           | 印章                                   | 備考 |
| ------------------------ | ------------ | ---------- | --------------- | -------------------------------- | ------------------------------------- | ------------------------------ | -------------------------------------- | --- |
| 花下遊楽図（役者花見図） | 紙本着色     | 1幅        | 53.6x81.2       | 東京国立博物館                   | 1721 - 29年（享保6 - 14年）           | 「日本繪宮川一笑圖」           | 「宮川」白文方印・「一笑」白文円印     | ごく初期の作 |
| 貝合わせ図               | 紙本着色     | 1幅        | 56.4x83.2       | 東京国立博物館                   |                                       |                                |                                        | |
| 婦女に龍図               | 絹本着色     | 1幅        | 142.7x44.8      | 東京国立博物館                   |                                       | 「流水堂」                     | 「當（?）」白文方印                    | |
| 柳下納涼美人図           | 紙本着色     | 1幅        | 94.1x17.5       | 東京国立博物館                   |                                       |                                |                                        | 高嶺俊夫旧蔵 |
| 桜下遊女に禿図           | 紙本着色     | 1幅        | 91.5x15.4       | 東京国立博物館                   |                                       |                                | 「窠」朱文方印                         | |
| 桜下遊君図               | 紙本着色     | 1幅        |                 | ニューオータニ美術館             |                                       |                                |                                        | |
| 花魁道中図               | 紙本着色     | 1幅        |                 | 浮世絵太田記念美術館             |                                       |                                |                                        | |
| 花魁道中図               | 絹本着色     | 1幅        |                 | 浮世絵太田記念美術館             |                                       |                                | 「當（?）」白文方印                    | |
| 見立菊慈童               | 紙本着色     | 1幅        |                 | 浮世絵太田記念美術館             |                                       | 「日本絵湖邊斎宮川一笑」       | 「安道」朱文方印                       | 九鬼隆一旧蔵 |
| 柳下納涼美人図           | 紙本着色     | 1幅        |                 | 浮世絵太田記念美術館             |                                       |                                |                                        | |
| 楼郭遊興図               | 紙本着色     | 1幅        |                 | 浮世絵太田記念美術館             |                                       |                                |                                        | |
| 楼上遊宴図               | 紙本着色     | 1幅        |                 | 浮世絵太田記念美術館             |                                       | 「日本絵湖邊斎一笑」           | 「當（?）」白文方印・「安道」朱文方印  | 九鬼隆一旧蔵 |
| 吉原歳旦の図             | 紙本着色     | 1幅        |                 | 浮世絵太田記念美術館             |                                       |                                |                                        | |
| 吉原歳旦の図             | 紙本着色     | 1幅        |                 | 出光美術館                       |                                       | 「日本繪宮川一笑」             | 「湖邊」白文方印・「安道之印」朱文方印 | |
| 吉原歳旦の図             | 紙本着色     | 1幅        |                 | 出光美術館                       |                                       | 「日本繪宮川一笑圖」           | 白文方印（印文不明）                   | 吉川観方旧蔵 ※朱文方印？ ※落款は後書きの可能性。（大正時代の図録に無落款のもの（同氏所有）が掲載。）                                                   |
| 雪中出立図               | 紙本着色     | 1幅        |                 | 出光美術館                       |                                       | 「日本繪宮川一笑圖」           | 白文方印（印文不明）                   | |
| 曲芸図                   | 絹本着色     | 1幅        |                 | 出光美術館                       |                                       | 「日本繪宮川一笑圖」           | 「當（?）」白文方印                    | |
| 遊女と禿図               | 紙本着色     | 1幅        |                 | 出光美術館                       |                                       | 「日本繪宮川一笑圖」           | 白文方印（印文不明）                   | |
| 歌留多遊戯図             | 絹本着色     | 1幅        |                 | 出光美術館                       |                                       |                                |                                        | 九鬼隆一旧蔵 |
| 遊女と禿図（観菊図）     | 紙本着色     | 1幅        | 109.0x27.7      | 鎌倉国宝館                       |                                       | 「日本繪宮川一笑畫」           | 「當」白文方印                         | 中野忠太郎旧蔵 |
| 萬歳図                   | 絹本着色     | 1幅        |                 | 川崎・砂子の里資料館             |                                       |                                | 「當（?）」白文方印                    | |
| 楼上遊興図               |              | 1幅        |                 | 岡田美術館                       | 享保年間後半から宝暦2年（1752年）以前 | 「日本絵湖邊斎一笑」           | 「安道」朱文方印                       | |
| 吉原風俗図               | 紙本着色     | 1幅        |                 | 千葉市美術館                     |                                       | 無                             | 無                                     | |
| 遊君禿図                 |              | 1幅        |                 | 新島村博物館                     |                                       |                                | 「宮川」白文方印・「一笑」白文円印     | ごく初期の作 |
| 新春遊興図               | 絹本著色金泥 | 1幅        |                 | 新島村博物館                     |                                       |                                | 「安道」朱文方印                       | |
| 釈迦涅槃図               | 紙本         | 1幅        | 108.5x99.7      | 若郷・妙蓮寺                     |                                       | 落款「日本絵宮川一笑藤原安道」 | 「安道」朱文方印                       | 左右に地獄図2幅、極楽図1幅を加えた4幅対。ただし、3幅とも無款で一笑が描いたと思えないほど稚拙で、島民か流人仲間が弟子となって描いたものだと考えられる。 |
| 三十六歌仙絵馬           |              | 36面       |                 | 十三社神社                       | 1756年（宝暦6年）奉納                 | 「日本絵宮川一笑」             | 「安道」朱文方印                       | |
| 三美人図                 | 紙本着色     | 1幅        |                 | 日本浮世絵博物館                 |                                       |                                |                                        | |
| 正月風俗図               | 紙本着色     | 1幅        |                 | 日本浮世絵博物館                 |                                       |                                |                                        | |
| 貴人遊興図               | 紙本着色     | 1幅        |                 | 日本浮世絵博物館                 |                                       |                                |                                        | |
| 二美人図                 | 紙本着色     | 1幅        |                 | 日本浮世絵博物館                 |                                       |                                |                                        | |
| 見立芥川図               | 紙本着色     | 1幅        |                 | 日本浮世絵博物館                 |                                       |                                |                                        | |
| 室内遊興図               | 紙本着色     | 1幅        |                 | 奈良県立美術館                   |                                       |                                |                                        | 吉川観方旧蔵 |
| 蚊帳美人文読み図         | 紙本着色     | 1幅        |                 | 奈良県立美術館                   |                                       |                                | 「安道之印」朱文方印・「窠」朱文方印   | |
| 雪中男女図               | 紙本着色     | 1幅        |                 | 熊本県立美術館                   |                                       | 「日本繪宮川一笑」             | 白文方印・朱文方印（いずれも印文不明） | |
| 夕涼み美人図             | 紙本着色     | 1幅        |                 | 熊本県立美術館                   |                                       |                                |                                        | |
| 見立芥川図               | 紙本著色     | 1幅        | 84.8x38.6       | 大英博物館                       |                                       | 「湖邊斎一笑」                 | 「安道」朱文方印                       | |
| 七福神正月図             | 紙本着色     | 1幅        | 51.2x89.9       | ウェストンコレクション（シカゴ） | 1716 - 36年（享保年間）               | 「日本繪宮川一笑圖」           | 「當」白文方印                         | |
| 鍾馗と遊女図             | 紙本着色     | 1幅        | 39.0x55.0       | ウェストンコレクション（シカゴ） | 1716 - 36年（享保年間）               | 「日本繪宮川一笑圖」           | 「當」朱筆書判                         | |
| 吉原正月の景             | 紙本着色     | 1幅        | 49.1x90.1       | ウェストンコレクション（シカゴ） | 1736 - 41年（元文年間）               | 「日本繪宮川一笑」             | 「窠堂」朱文方印・「湖邊斎」白文方印   | |
| 帯を結び美人図           | 紙本着色     | 1幅        | 147.1x51.3      | ウェストンコレクション（シカゴ） | 1736 - 44年（元文から寛保年間）       | 落款「日本繪宮川一笑」         | 「湖邊斎」白文方印・「安道」朱文方印   | |
| 櫻下遊楽図               | 紙本着色     | 1幅        | 51.8×85.7       | ー                               | 1716－36年                            | ー                             | ー                                     | 中野忠太郎旧蔵、大場多市旧蔵 |
| 隅田川舟遊図屏風         | 紙本着色     | 六曲一隻   | 122.8×308.9     | ー                               | －                                    | 「日本画宮川一笑図」           | ー                                     | 清野長太郎旧蔵 |
| 江戸名所図屏風           | 紙本着色     | 六曲一双   | －              | ー                               | －                                    | 「日本繪流水堂宮川一笑圖」     | 白文方印                               | － |
| 若衆と美人図             | 紙本着色     | 1幅        | 87.2×561.1      | 光ミュージアム                   | 1736－44年                            | 「日本繪宮川一笑圖」           | 「當」白文方印、「宮川」朱文方印       | － |
| 鐘馗と美人               | 紙本着色     | 1幅        | 62.5×16.4       | 光ミュージアム                   | 1739－44年                            | 「宮川一笑圖」                 | 「□陽」朱文方印                        | － |
| 桜下美人                 | 紙本着色     | 1幅        | 80.0×29.7       | 光ミュージアム                   | 1736－41                              | 「日本繪宮川一笑」             | 「窠堂」朱文方印、「湖邊齋」白文方印   | － |